# Daddy Lord C
 (janvier 2022).
Si vous disposez d'ouvrages ou d'articles de référence ou si vous connaissez des sites web de qualité traitant du thème abordé ici, merci de compléter l'article en donnant les références utiles à sa vérifiabilité et en les liant à la section « Notes et références ».
Daddy Lord C, de son vrai nom Clarck Ebara, né le 7 janvier 1970, est un rappeur et ex-boxeur français, membre de La Cliqua dans laquelle il forme La Squadra avec Rocca. Il est le neveu de Jo Dalton. En parallèle à ses débuts musicaux, Clarck est boxeur professionnel, disputant 17 combats entre 1994 et 2004 pour un bilan de 10 victoires et 7 défaites.

## Biographie
Clarck Ebara est originaire de la ZUP du Mont-Saint-Martin de Nemours, en Seine-et-Marne, où sa famille jouit d'une bonne réputation. Il est également le neveu de Jo Dalton, membre du gang des Black Dragons qui se distinguaient par leur combat contre des groupuscules d'extrême-droite dans les années 1980, avant de devenir actif dans les années 1990 et 2000 dans la scène hip-hop locale.
Le maxi Freaky Flow/Les Jaloux en 1994 est une sortie d'Arsenal Production. Une année plus tard, La Cliqua alors composé des rappeurs Daddy lord C, Rocca, Doc Odnok, Egosyst, Raphaël et des DJs Mush le Phonky Bwana, Le Chimiste, Lumumba et Jelahee, sort Conçu pour durer sur Arsenal Records sur lequel Daddy Lord C pose notamment un morceau solo Toujours plus haut. « À la base, La Cliqua, c’était un consortium de graffeurs, notamment les collectifs PCP ou VEP, de DJs, d’artistes divers… Mais j’étais le seul rappeur », explique Daddy Lord C. En 1996, le label Arsenal Records publie la compilation Arsenal Records représente le vrai hip-hop sur laquelle Daddy Lord C pose le morceau Pas le temps de jouer et apparait aussi sur Rap contact. Egosyst quitte ensuite le groupe et devient Aarafat. Rocca est le premier à se lancer en solo, au cours de l'année 1997 avec l'album Entre deux mondes. Daddy Lord C y fait deux apparitions, tout comme Raphaël et Doc Odnok - devenu Kohndo -, sur En dehors des lois et Rap contact II. Par la suite, Kohndo quitte lui aussi le groupe un an plus tard. Avec Rocca, Daddy Lord C publie la chanson Là d'où l'on vient sous le nom La Squadra, dans la compilation L 432.
En 1998, Daddy Lord C délaisse son collectif La Fourche le temps d'enregistrer son premier album solo, Le noble art, qu'il publie sur le label Da L'As Production composé de Jo Dalton, Hans de H- Management, Kim Akéo et Semi J. qui devient plus tard Dallas Cartel. L'album fait référence à son talent dans la boxe anglaise où il remporte de nombreuses ceintures. Il alterne entre Grigny et Melun, fréquentant le collectif essonnien La Banque de Sons. L'année suivante, en 1999, La Cliqua, à ce moment-là, formée uniquement de Rocca, Daddy Lord C et Raphaël, sort enfin le premier album de La Cliqua où Daddy Lord C y posera un morceau solo Rap champion[source secondaire souhaitée]. C'est la fin de La Cliqua, les différents membres prennent chacun leur chemin respectif : Rocca sortira deux albums solos tandis que Raphaël continuera dans le paysage rapologique moins médiatisé.
Daddy Lord C publie plusieurs maxis en 2005[source secondaire souhaitée]. En 2007, il publie le meilleur de La Cliqua qui comprend les classiques du groupe. Afin de refermer la parenthèse qu'ils avaient laissée ouverte, les membres de La Cliqua se réunissent à Villeurbanne en avril 2008 pour un concert, lors du Festival L'Original (Festival international de Hip Hop - Lyon)[source secondaire souhaitée], Raphaël est le seul absent de cette soirée[source secondaire souhaitée] tout comme le 16 janvier 2009 à l'Élysée Montmartre.
Le 28 novembre 2011, il publie un nouvel album solo, Le fruit des sacrifices, le premier depuis Le noble art en 1998. L'album fait participer Rockin Squat (Assassin), Akhenaton (IAM) ou encore Doudou Masta (Timide et Sans Complexe)[source secondaire souhaitée].

## Discographie

### Albums studio
- 1998 : Le noble art ( Da l'As Production / Musidisc )
- 2011 : Le fruit des sacrifices

### EPs
- 1994 : Freaky Flow
- 2005 : Sans mes gosses
- 2005 : Laisse seulement
- 2006 : Banlieue
- 2009 : Pas là pour rien

### Albums collaboratifs
- 1995 : Conçu pour durer (EP ; avec La Cliqua)
- 1996 : Le vrai hip-hop (compilation ; avec La Cliqua)
- 1998 : Pas de place pour les traîtres (maxi ; avec La Cliqua)
- 1999 : La Cliqua (album ; avec La Cliqua)
- 1999 : Hip-hop sacrifice (maxi ; avec La Cliqua)
- 2007 : Le meilleur, les classiques (best of ; avec La Cliqua)

## Apparitions
- 1994 : La Cliqua - Exercice de style avec Booba et Moda (sur la compilation Sortir du tunnel)
- 1995 : La Cliqua - Freestyle (sur la mixtape Freestyle de Cut Killer)
- 1995 : La Squadra - Requiem (sur la B.O. du film La Haine)
- 1995 : Assassin feat. La Squadra, Djamal, Ekoué, Stomy Bugsy & Sté Strausz - L'underground s'exprime (sur le maxi d'Assassin, L'odyssée suit son cours)
- 1996 : La Cliqua - Paris la nuit (sur la compilation Arsenal Records représente le vrai hip-hop)
- 1996 : La Cliqua - Rap contact (sur la compilation Arsenal Records représente le vrai hip-hop)
- 1996 : La Squadra - Là d'où l'on vient (sur la compilation Arsenal Records représente le vrai hip-hop)
- 1996 : Daddy Lord C - Pas le temps de jouer (sur la compilation Arsenal Records représente le vrai hip-hop
- 1997 : La Squadra - Là d'où l'on vient (sur la compilation L 432)
- 1997 : La Cliqua - Apocalypse (sur la mixtape Invasion)
- 1997 : East feat. Kohndo & Daddy Lord C - On se retrouvera (sur le maxi d'East, Eastwoo)
- 1997 : Mafia Trece feat. Daddy Lord C & Dontcha - Le flow qu'il te faut (sur l'album de Mafia Trece, Cosa Nostra)
- 1998 : Rainmen feat. La Squadra - Rien ne changera
- 1999 : La Cliqua - Les quartiers chauffent (sur la compilation L'univers des lascars)
- 1999 : Daddy Lord C Feat Shurik'n, Akhenaton, Scurfy & Spawn - 6 minutes (sur la compilation L'univers des lascars)
- 2000 : Daddy Lord C feat. Daddy Morry - Le collectif (sur la compilation Les lascars contre le Sida)
- 2000 : Daddy Lord C - Protège toi (sur la compilation Les lascars contre le Sida)
- 2000 : Daddy Lord C - Le prix d'une vie (sur la compilation Les lascars contre le Sida)
- 2000 : Daddy Lord feat. Dosseh - Origine (sur la compilation Time Bomb Session Vol.1)
- 2000 : Daddy Lord C - Manu (sur la compilation L'Hip Hopée Vol.1)
- 2000 : Ness & Cité feat. Daddy Lord C - Mais qu'est-ce que tu veux petit (sur le maxi de Ness & Cité, Mais qu'est-ce que tu veux petit)
- 2000 : Kertra feat. Daddy Lord C - Le prix d'une vie (sur l'album de Kertra, Le labyrinthe)
- 2001 : Daddy Lord C feat. Maka & Ones - Le sens du clan (sur la compilation Banque de sons)
- 2001 : Narcisse feat. Daddy Lord C - La naturelle pression (sur le maxi de Narcisse, Stop)
- 2001 : Daddy Lord C feat. Akhenaton - Les incorruptibles (sur la compilation L'univers impitoyable des damnés)
- 2003 : Kertra feat. Daddy Lord C, Le T.I.N. & John Deïdo - On traine dans la rue (sur l'album de Kertra, Le labyrinthe 2)
- 2003 : Daddy Lord C - Rien d'plus explicite (sur la compilation Explicit 18)
- 2004 : Alibi Montana Feat Daddy Lord C & Larsen - Violences (sur l'album d'Alibi, 1260 jours)
- 2005 : Daddy Lord C feat. IAM - Pur sang (sur la compilation Nerfs à vif)
- 2005 : Daddy Lord C feat. IAM & K'Rhyme Le Roi - Débarquement (sur la compilation Nerfs à vif)
- 2005 : Daddy Lord C feat. LMC Click - Ancienne nouvelle école (sur la compilation Représente ta rue Vol.1)
- 2006 : Daddy Lord C Feat Nasme - Rien n'est impossible (sur la compilation des 5 ans de Tracklist)
- 2006 : Moubaraka feat. Daddy Lord C - Nouvelle génération (sur le street CD de Moubaraka, L'envie de percer)
- 2006 : Toyer feat. Daddy Lord C & Alibi Montana - Dis pas pour rien (sur le Street CD de Toyer, Le prototype)
- 2006 : Mauvais Vagabonds Feat Daddy Lord C & EJM - Sortez des rangs Remix (sur la mixtape Street is talking Vol.1)
- 2007 : Les Zakariens Feat Daddy Lord C & Va - Avec ce qu'on a
- 2007 : Daddy Lord C feat. Sir Doum'S - Intro (sur la compilation Paroles d'escroc)
- 2007 : Aketo feat. Daddy Lord C, Babass & Iron Sy - Faut faire avec (sur le street CD d'Aketo, Cracheur 2 venin)
- 2007 : Daddy Lord C feat. Alino & Alibi Montana - Violent (sur la compilation Fais divers)
- 2008 : Daddy Lord C - Festival L'Original - Lyon - Transbordeur - La Cliqua
- 2008 : Daddy Lord C - Hustler (sur la compilation Département 75)
- 2008 : Less Du Neuf Feat Daddy Lord C - Si si (sur l'album de Less Du Neuf, Les deux chemins)
- 2008 : Faste Anse Feat Daddy Lord C & O.D.N - On vient de loin nous (sur le Street CD de Faste Anse, Le couloir de la haine)
- 2008 : Assos 2 Dingos Feat Daddy Lord C - Majors radio célébrités (sur l'album d'Assos 3 Dingos, T'as l'bonjour de la rue)
- 2008 : Daddy Lord C Feat Kohndo, Mokobé, Manu Key, Madison & Ill - Regretter le temps (sur l'album Hommage à Fredy K)
- 2008 : Daddy Lord C Feat Assos 2 Dingos & Da'Pro - Major, radio & célébrités  (sur la mixtape A l'arrache)
- 2009 : Babass Feat Daddy Lord C, Aketo & Iron Sy - On fait avec (sur l'album de Babass, Brûlé dans l'âme)